# Owen Sound

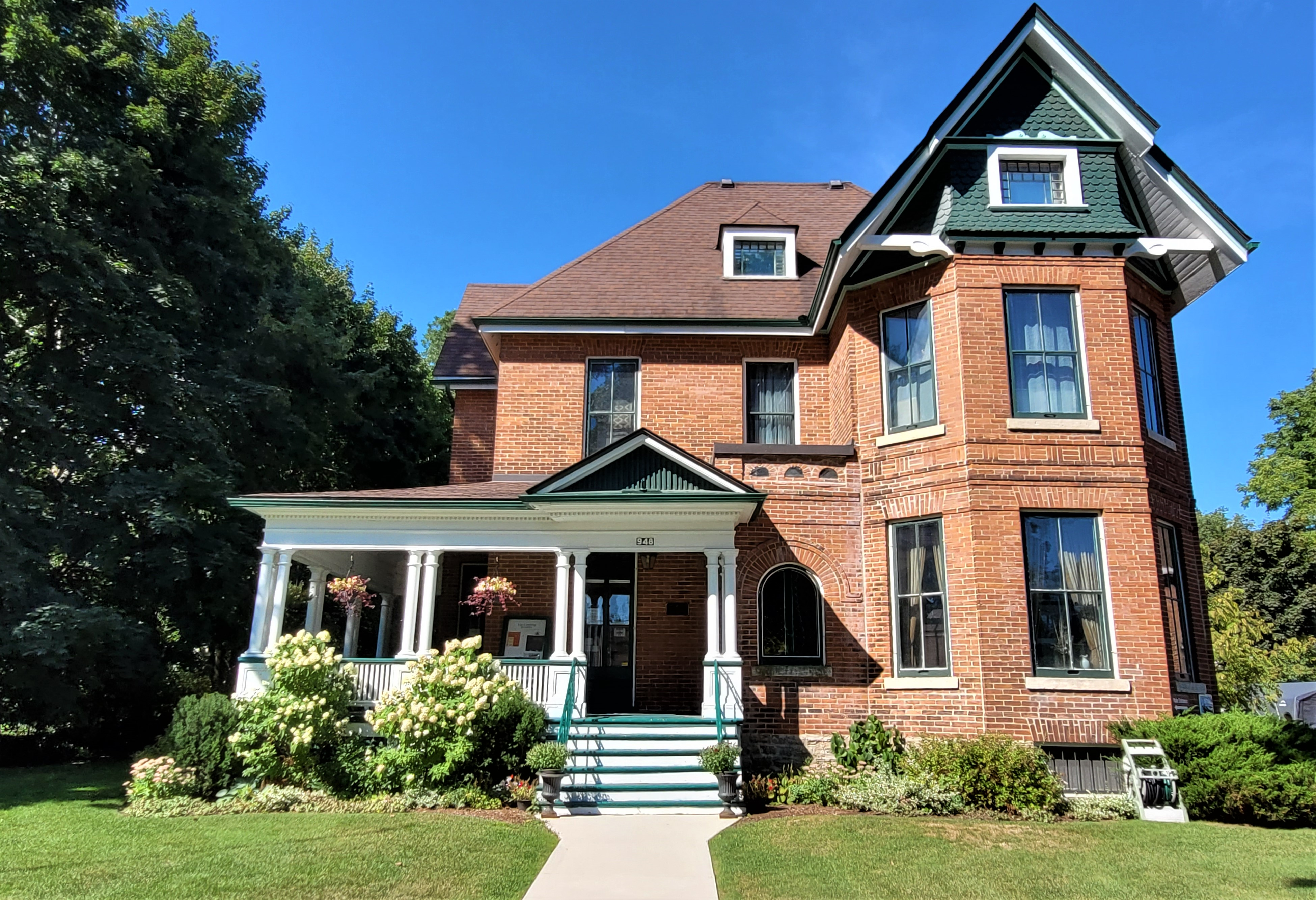
Musée Billy Bishop, Owen Sound.

Owen Sound, chef lieu du comté de Grey, est une ville du Sud-ouest de l'Ontario, située sur un îlot de la baie Georgienne qui porte également le nom d'Owen Sound. La ville est à l'embouchure de la rivière Sydenham. D'ailleurs, lors de la fondation de la ville en 1841, elle se nommait Sydenham, pour prendre son nom actuel dix ans plus tard.
Les principaux lieux touristiques de la ville sont les nombreuses chutes d'eau qui se trouvent autour de celle-ci. Owen Sound est une des villes où il fait bon être à la retraite, selon Comfort Life, une publication à destination des séniors. En accord avec l'avis de Comfort Life, The Canadian Association of Retired Persons, Yahoo! Finance etThe Globe and Mail appuient ce statut.

## Histoire
La zone autour des hauts des Grands Lacs a été le lieu de résidence des Ojibwés depuis la préhistoire. En 1815, William Fitzwilliam Owen étudia la zone et nomma l'îlot du nom de son frère aîné, l'amiral Edward Owen. Une colonie, appelée « Sydenham » fut établie en 1840 ou 1841 par Charles Rankin dans une zone qui était originellement habité par les Premières Nations. John Telfer s'installe ici à cette époque et d'autres ont suivi. En 1846, la population était de 150 et la commune possédait une scierie et un moulin à grain. Le nom Sydenham continua à être utilisé même lorsque la communauté est devenue le siège du comté de Grey en 1852.
Une plaque historique de l'Ontario explique que le groupe des Premières Nations, mené par le Chef Newash avait une réserve sur cette zone, réserve s'étendant sur 11,000 acres (soit 4 450 ha). En 1842, les Premières Nations établirent le village de Newash qui comportait 14 maisons en rondins, une école et une grangfe; la population était couverte par les missionnaires méthodistes. En 1857, le gouvernement prit le contrôle de la zone couverte par la réserve et exila une grande partie des habitants de Newash vers Cape Crocker.
Au fil des années, Owen Sound est devenu un port majeur connu pour ses tavernes et ses maisons de joie. La communauté acquit les surnoms de Chicago du Nord, Corkscrew City, et Little Liverpool à cause de la réputation plutôt sulfureuse de la ville. Une taverne dénommée "Bucket of Blood" existait, et se situait à l'angle d'un carrefour connu sous le nom de "Damnation Corners", parce qu'il y avait quatre tavernes (une à chaque angle).,A noter qu'à seulement un pâté de maisons, il existait une intersection avec quatre églises (une à chaque coin), appelée "Salvation Corner".

## Démographie
| 2001   | 2006   | 2011   | 2016   |
| ------ | ------ | ------ | ------ |
| 21 456 | 21 753 | 21 688 | 21 341 |

## Sport
- Owen Sound Attack – Ligue de hockey de l'Ontario

## Transport
- La commune est reliée par les autoroutes 6, 10, 21 et 26.
- 'Owen Sound Transit' est une compagnie de bus locale.
- Le train avec la Canadian Pacific Railway.
- L'avion avec l'Aéroport régional d’Owen Sound-Billy Bishop.

## Éducation
- Georgian College et son campus.
- Owen Sound Collegiate and Vocational Institute fondé en 1856.

## Personnes
- Dean Armstrong - acteur
- Shelagh Armstrong – artiste
- Norman Bethune – physicien
- Billy Bishop – aviateur
- Hap Day – joueur NHL
- Janis Mackey Frayer – journaliste
- Cheryl Hickey – commentateur
- Thomas William Holmes – Soldat
- Alvin « Buck » Jones – joueur NHL
- Harry Lumley – joueur NHL
- Agnes Macphail – homme politique
- Jock McKeen – physicien
- Chris Minard – joueur NHL
- Mike Minard – joueur NHL
- Curtis Sanford – joueur NHL
- Eddie Sargent – homme politique
- Tom Thomson – artiste
- Larisa Yurkiw - skieuse